# Effet yo-yo
Pour les articles homonymes, voir Yo-yo (homonymie).

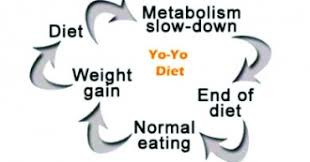
Schéma de l’effet Yo-Yo

L'effet yo-yo est un processus qui décrit la perte de poids rapide, mais qui entraîne une reprise de poids elle aussi rapide, voire plus importante que par rapport au niveau de départ. Le cycle se renouvelant entraîne des baisses plus importantes, mais des hausses plus importantes. Le cycle s'alimente s'aggravant de plus en plus.
La remontée s'explique par la volonté de la personne essayant le régime, de ne pas parvenir à le maintenir à long terme car trop brutale, le corps n'a pas le temps de changer d'habitude alimentaire, et garde en mémoire son état précédent.
Ce terme a été inventé par Kelly D. Brownell (en) de l'université Yale en référence au mouvement d'un yo-yo, allant de son point le plus bas à une remontée rapide vers un point plus haut.

## Causes
Les raisons de l'effet sont diverses, mais incluent souvent de se lancer dans un régime hypocalorique qui était initialement trop extrême. 
Dans un premier temps, la personne essayant le régime peut éprouver une effervescence dans la perte de poids et dans le rejet de son ancienne alimentation. Dans un deuxième temps, les limites imposées par ces régimes extrêmes provoquent des effets tels que la dépression ou la fatigue qui rendent les nouvelles habitudes d'alimentation impossible à tenir.
Finalement, cela entraîne des effets plus négatifs que l'état de départ car la personne revient à ses anciennes habitudes alimentaires, avec l'ajout des effets émotionnels de l'échec de la perte de poids par un régime alimentaire restrictif. Un tel état émotionnel conduit beaucoup de gens à manger plus qu'avant de suivre un régime, les obligeant à reprendre rapidement du poids. 
Le processus de reprise de poids et en particulier la graisse du corps par l'adaptation métabolique élevée du muscle squelettique. Le « Cycle Summermatter » explique comment le muscle squelettique réduit constamment la dépense énergétique pendant un régime. Par ailleurs, la restriction alimentaire augmente l'activité physique qui prend en charge la perte de poids corporel au début. Lorsque la nourriture est à nouveau disponible, le programme économe favorise le remplissage des réserves d'énergie qui se produit souvent sous forme de graisse rattrapée.

## Effets sur la santé
Ce type de régime alimentaire est défini par une privation extrême par rapport à ses habitudes alimentaires.
Le résultat de ce régime peut être, dans un premier temps, une perte musculaire et de graisse (toutefois la perte musculaire peut être contrebalancée par des exercices physiques). Après l'étape de perte avec le régime, le corps peut envoyer un signal de manque, menant a une reprise rapide de graisse et de poids. Ce cycle modifie le ratio graisse-muscle du corps qui est un facteur très important dans la santé.
Un rapport de l'American Psychological Association a examiné 31 études sur l'alimentation et a constaté que, après deux années de régime jusqu'à un tiers des personnes au régime pesait plus que ce qu'ils ont fait avant de commencer le régime. Une étude chez le rat a montré que le régime produisait un effet yo-yo, qui était plus efficace à faire prendre du poids qu'a en faire perdre.
Les recherches d'Atkinson et al.  en 1994, montrent qu'il « n'y a pas d'effet indésirable de l'effet yo-yo sur la composition corporelle, sur le taux métabolique au repos, sur la distribution de la graisse corporelle, ou sur la réussite futur de perte de poids » et qu'il n'y a pas suffisamment de preuves pour démontrer que ces facteurs de risque pour les maladies cardiovasculaires soit directement dépendant des modèles de régimes cycliques. 
Néanmoins, l'effet yo-yo peut avoir des conséquences émotionnelles et physiques extrêmes en raison du stress que les individus se font subir pour perdre rapidement du poids. La gratification instantanée de la perte de poids cède la place aux vieilles habitudes alimentaires du corps qui causent la reprise (et le gain net) de poids ainsi qu'a la détresse émotionnelle.
Une étude plus récente conclut que « la preuve des effets néfastes des régimes cycliques paraît clairsemée, si elle existe ».
Comme il n'y a « pas de définition unique de l'effet yo-yo qui puisse être approuvé », il est presque impossible pour la recherche de tirer des conclusions précises sur les effets réels des régimes cycliques, jusqu'à ce qu'il devienne plus nettement défini.